# Alexandre Crépu
Pour les articles homonymes, voir Crépu.
Marie Alexandre Crépu né le 28 mars 1796 à Grenoble et mort dans cette ville le 15 décembre 1862 est un journaliste et homme politique français. Il est le frère d’Albin Crépu (1799-1859), médecin grenoblois. 

## Biographie
Fils d’un contrôleur des Transports militaires qui réside rue des Clercs, à Grenoble, au début du XIXe siècle. On le voit en 1815 faire le coup de feu contre les troupes alliées sur les remparts de Grenoble. Avocat de formation, il est surtout connu pour ses activités de journaliste républicain, notamment à la direction du Patriote des Alpes et du Dauphinois.
En 1834, il est impliqué dans le complot des Accusés d’avril et doit faire dix mois de prison préventive. 
Il est à partir de 1834 membre du Conseil municipal de Grenoble.
Lorsque la Monarchie de Juillet s’effondre, une Commission consultative de l’Isère dont il est nommé président se met en place à Grenoble pour effectuer la transition républicaine et préparer les élections à l'assemblée Constituante.
Il est élu Représentant du Peuple le 23 avril 1848 avec 105.299 voix. Nommé membre du Conseil d’État au début de 1849, il renonce à ces fonctions dès qu’il est de nouveau élu à l’Assemblée Législative.
Avec Augustin Thévenet, Joseph-François Repellin ou Saint-Romme, il compte parmi les plus typiques des républicains de 1848 dans le département de l’Isère.
Le coup d’État du 2 décembre 1851 le « libère » de toutes ses activités politiques. En mécène et en amateur éclairé, il consacre alors tout son temps aux bibliothèques et au musée de la ville de Grenoble.
Il repose au cimetière Saint-Roch de Grenoble.

## Sources
- « Alexandre Crépu », dans Adolphe Robert et Gaston Cougny, Dictionnaire des parlementaires français, Edgar Bourloton, 1889-1891 [détail de l’édition]
- R. Avezou. Notices biographiques sur les députés de l'Isère. in La Révolution de 1848 dans le département de l'Isère. Ouvrage publié sous les auspices du Comité Départemental du Centenaire de la Révolution. Imprimerie Allier, Grenoble, 1949.